# 1940 au théâtre
| Années du théâtre : 1937 - 1938 - 1939 - 1940 - 1941 - 1942 - 1943    |
| Décennies du théâtre : 1910 - 1920 - 1930 - 1940 - 1950 - 1960 - 1970 |

Cet article présente les faits marquants de l'année 1940 au théâtre.

## Pièces de théâtre représentées
- 17 février : Les Monstres sacrés de Jean Cocteau, mise en scène André Brulé, Théâtre Michel
- 27 février : Le Loup-Garou de Roger Vitrac, mise en scène Raymond Rouleau, Théâtre des Noctambules
- 5 novembre : Léocadia de Jean Anouilh, Théâtre de la Michodière

## Naissances
- 29 juin : François Joxe, acteur, metteur en scène et auteur de théâtre français.

## Décès
- 19 juin : Aurélien Marie Lugné, dit Lugné-Poe (°1869)